# Júlia Murat
Júlia Murat (anhörenⓘ * November 1979 in Rio de Janeiro), auch Julia Murat, ist eine brasilianische Filmemacherin.

## Leben
Júlia Murat ist die Tochter der Cineastin, Filmregisseurin und politischen Aktivistin Lúcia Murat (* 1948). Sie studierte zunächst bis 2003 Grafikdesign an der Kunsthochschule der Bundesuniversität von Rio de Janeiro und wechselte später auf ein Drehbuch-Studium an der Escola de Cinema Darcy Ribeiro, Abschluss 2004. Nach einigen Kurzfilmen wurde ihr Dokumentarfilm Dia dos pais beim Festival Cinéma du Réel in Paris uraufgeführt. Ihr Spielfilmdebüt Histórias que só existem quando lembradas feierte seine Premiere bei den Internationalen Filmfestspielen von Venedig und wurde insgesamt mit 39 internationalen Preisen ausgezeichnet, darunter als bester Film bei den Festivals von Abu Dhabi, Sofia und Lima.
2017 erhielt sie mit ihrem zweiten Spielfilm Pendular eine Einladung zur Berlinale. Der Film erhielt dort den Preis der FIPRESCI-Jury in der Sektion „Panorama“.
Auf dem Internationalen Filmfestival von Locarno 2022 gewann sie mit Regra 34 den Goldenen Leoparden.

## Filmografie
- 2001: A velha, o canto, as fotos (Kurzfilm)
- 2004: Ausência (Kurzfilm)
- 2008: Dia dos Pais (Dokumentarfilm)
- 2011: Histórias que só existem quando lembradas
- 2017: Pendular
- 2022: Regra 34